# Fradelos (Vila Nova de Famalicão)
Fradelos is een plaats (freguesia) in de Portugese gemeente Vila Nova de Famalicão en telt 3337 inwoners (2001).